# Sporophila minuta
O caboclinho-lindo (nome científico:Sporophila minuta) é uma espécie de ave na família Thraupidae. Pode ser encontrada no Brasil, Colômbia, Costa Rica, Equador, El Salvador, Guiana Francesa, Guatemala, Guiana, Honduras, México, Nicarágua, Panamá, Suriname, Trinidade e Tobago e Venezuela.  Seus habitats naturais são a savana, clima tropical ou subtropical sazonalmente úmido ou planícies de campos alagados, e ex-florestas fortemente degradadas.

## Subespécies[2]
- Sporophila minuta minuta
- Sporophila minuta parva
- Sporophila minuta centralis